# Solibro Verlag
Der Solibro Verlag ist ein inhabergeführter, unabhängiger deutscher Publikumsverlag mit Sitz in Münster.

## Geschichte
Der Verlag ist 2001 aus dem 1988 von Verleger Wolfgang Neumann während seines Studiums gemeinsam mit einem Kommilitonen gegründeten NW-Verlag hervorgegangen. Das Motto des Verlags lautet: „verlegt. gefunden. gelesen.“
Nachdem sich der NW-Verlag auf regionale Stadt- und Gastronomieführer sowie humoristische Regionalia konzentriert hatte, entwickelte sich der Verlag unter dem neuen Namen Solibro zu einem Publikumsverlag mit Titeln, deren Zielgruppe Leser im gesamten deutschen Sprachraum sind. Der Anspruch des Verlags ist es, „intelligenten und zugleich unterhaltsamen Lesestoff anzubieten“.
Mit dem Titel „Timmerbergs Tierleben“ von Helge Timmerberg gelang dem Verlag 2006 erstmals der Sprung auf die Spiegel-Bestsellerlisten.
2011 führte der Moderator Günther Jauch einen Rechtsstreit mit dem Solibro Verlag. Jauch, der auf dem Cover des Buches „Ich war Günther Jauchs Punching-Ball! Ein Quizshow-Tourist packt aus“ von Werbetexter Peter Wiesmeier perspektivisch verfremdet abgebildet war, sah seine Persönlichkeitsrechte verletzt und hatte geklagt. Der Verlag sprach hingegen von einem „eindeutig satirisch-karikaturistischen Charakter“. In zweiter Instanz entschied das Hanseatische Oberlandesgericht Hamburg Anfang 2012 zugunsten von Jauch, folgte dabei aber teilweise anderen als den vom Kläger vorgebrachten Gründen. Das Buch darf seitdem nicht mehr mit dem auf dem Cover abgebildeten verzerrten Foto von Jauch verbreitet werden.
2023 gewann der Solibro Verlag mit dem Thriller „Liquid“ von Herbert Genzmer den Bloody Cover 2023-Preis.

## Programm
Das Verlagsprogramm umfasst belletristische und humoristische Titel, Kriminalromane, aufklärerische Sachbücher zu Themen wie Medien- und Gesellschaftskritik, Reiseliteratur sowie Regionalia.
Zusätzlich zu den gedruckten und E-Book-Ausgaben sind diverse Werke auch als Hörbuch erschienen mit  Schauspielern wie Mathieu Carrière, Heikko Deutschmann, Ingo Naujoks oder Herbert Schäfer als Sprecher.

## Autoren (Auswahl)
Zu den Autoren des Solibro Verlags gehören u. a. der Satiriker Bernd Zeller, die Journalisten Helge Timmerberg, Guido Eckert, Hans-Hermann Sprado, Jan Philipp Burgard, der Journalist und Träger des Grimme Online Award 2010 Holger Kreymeier, der Reporter Andreas Altmann, die Schriftstellerin Elke Schwab, die Opernsängerin Almuth Herbst, die Schauspielerin Yvonne de Bark, die Balletttänzerin Judith Frege, der Manager Ralf Lisch, der Neurologe Burkhard Voß, der Medienwissenschaftler Bernhard Pörksen, der Werbetexter Frank Jöricke, der Schriftsteller und Illustrator Gunnar Kunz, die Bankerin Anne Hashagen, der Komponist Tom Sora und der Extremcoach Joe Alexander.